# Derrick Atkins
Derrick Atkins (ur. 5 stycznia 1984 w Kingston na Jamajce) – lekkoatleta (sprinter) pochodzący z wysp Bahama specjalizujący się w biegu na 100 metrów.
Trzykrotnie startował na mistrzostwach świata. W 2005 roku na czempionacie w Helsinkach odpadł w eliminacjach. Dwa lata później na mistrzostwach świata w Osace zdobył srebrny medal. Na ostatnich metrach wyprzedził Jamajczyka Asafę Powella. Lepszy od niego był tylko Tyson Gay. Podczas kolejnych mistrzostw świata (Berlin 2009) odpadł już w eliminacjach na 100 metrów.
W 2008 reprezentował Bahamy podczas igrzysk olimpijskich w Pekinie. Odpadł w półfinale, ostatecznie sklasyfikowano go na 12. pozycji. Na tym samym etapie zakończył swój start też w czasie igrzysk olimpijskich w Londynie.

## Rekordy życiowe
- bieg na 100 m – 9,91 (2007) rekord Bahamów / 9,83w (2007)
- bieg na 200 m – 20,35 (2009)